# Nicolás Bravo
Nicolás Bravo Rueda (Hacienda de Chichihualco, Intendencia de México; 10 de septiembre de 1786-Hacienda de Chichihualco, 22 de abril de 1854) fue un político y militar mexicano que participó en el bando insurgente durante la Guerra de Independencia; presidente de México en tres ocasiones: 1839, 1842-1843 y 1846.También fungió como vicepresidente en dos ocasiones: 1824-1827 y 1846.

## Primeros años y estudios
Nació en Chichihualco, en la Intendencia de México (actual Guerrero), el 10 de septiembre de 1786. Siendo su padre el militar Leonardo Bravo y su madre Gertrudis Rueda de Bravo.

## Guerra de independencia
Su carrera militar comenzó el 17 de mayo de 1811, fecha en que se incorporó a las fuerzas de Hermenegildo Galeana al comienzo de la segunda etapa de la guerra de independencia, en su natal hacienda de Chichihualco, junto a su padre Leonardo, y sus tíos Víctor, Máximo, Miguel y Casimiro, todos ellos de apellido Bravo. Pronto se hizo hombre de confianza de Morelos. Guerrero valeroso y magnánimo con el enemigo, se cuenta de él un episodio que lo destaca como un hombre de gran moral y valor: En San Agustín Del Palmar se entera de que el ejército realista bajo las órdenes de Félix María Calleja del Rey logró capturar a su padre, don Leonardo Bravo y que a cambio de liberarlo, el virrey Francisco Javier Venegas le exigía abandonar la lucha y al ejército insurgente; en caso contrario, se ejecutaría al prisionero. Al saber esto el General José María Morelos le autoriza a ofrecer en intercambio por su padre a 800 prisioneros realistas; el virrey declina la propuesta y ejecuta a don Leonardo Bravo a lo que el Rayo del Sur responde entregándole a Bravo 300 prisioneros realistas. José María Morelos, su superior, dispuso al saber del destino fatal de don Leonardo Bravo que, en represalia, fueran ejecutados los prisioneros; pero Bravo, dando ejemplo de entereza y buena voluntad, proclamando la frase "Quedáis en libertad", puso en completa libertad a los prisioneros, no sin antes hacerles saber sobre la suerte corrida por su padre a manos del virrey; algunos de los prisioneros, por decisión propia, se unieron a sus fuerzas, reconociendo su generosidad y grandeza de alma. Nicolás sobrevivió a los 11 años de lucha insurgente, aunque estuvo en prisión de 1817 a 1820 por negarse a recibir el indulto. Una vez liberado, se trasladó a Cuernavaca, donde continuó su lucha. En 1821 se unió al Plan de Iguala con Vicente Guerrero y Agustín de Iturbide y con ellos fue parte del Ejército Trigarante que consumó la Independencia.

## La ruptura del sitio de San Juan Coscomatepec en Veracruz
Treinta y tres días de lucha constante y sangrienta había sostenido el ejército realista pretendiendo adueñarse del pueblo de San Juan Coscomatepec en la provincia de Veracruz, cumpliendo las órdenes del Virrey Calleja. Por su parte, el joven Brigadier don Nicolás Bravo, al frente de su pequeña división, sostenía el reducto insurgente acatando las órdenes de José María Morelos desde Chilpancingo. Se iniciaba octubre de 1813; para los realistas era preciso tomar la posición de San Juan Coscomatepec ubicada estratégicamente, debido a que desde ahí se intercambiaban los caminos reales, de Veracruz al altiplano y del puente del rey a Xalapa, el de Chiquihuite a Acultzingo, además de que por su cercanía con Córdoba y Orizaba, se podría mantener el control de estos lugares donde se almacenaba la producción agrícola tabaquera, principal sostén de gobierno económico de la Nueva España. Por otra parte, era urgente destruir este punto para inmovilizar el ejército del sur, que tenía destinado adueñarse de Oaxaca, para cerrar con ello el cerco que pretendía imponer José María Morelos, quien organizaba ya un gobierno Nacional en Chilpancingo.
Al coronel de ingenieros del estado mayor Luis del Águila se le habían encomendado las operaciones del sitio militar de Coscomatepec iniciado por el teniente coronel Don Juan de Cándano.
Crítica se había tornado la situación realista en su intento de someter a Coscomatepec; este surgía como un punto fuerte defendible por su posición geográfica, su topografía de profundas barrancas y la vecindad de la abrupta serranía del Citlaltépetl (Pico de Orizaba). Además, las guerrillas insurgentes, al mando del coronel Pascual Machorro, venidas del altiplano y de poblados vecinos, convertían audazmente a los sitiadores en sitiados.
La posición insurgente se concretaba a la plaza existente en Coscomatepec rodeada con casas de cal y canto y la iglesia parroquial ubicada al oriente, todo circundado por parapetos que servían para protegerse del ataque enemigo. Pronto la pólvora escaseó, el teniente coronel Leyva, que era el encargado de traerla del estado de Puebla, no aparecía, el peligro se hacía inminente. Sin embargo se daban sangrientos combates como el 16 de septiembre, fecha en que fueron humillados los invasores cubriéndose de gloria los independientes y honrando así el día de la patria.
Con la comida y la pólvora escaseando y con alimento a base de chayotes, don Nicolás Bravo convocó al pueblo frente a su cuartel a las 11 de la noche del 4 de octubre y en arenga patriótica, informó que dos horas más tarde, abandonaría el poblado, quedando los habitantes en libertad para seguirlo o pedir perdón a los realistas al mando del coronel Del Águila, quien habría ofrecido el indulto como recurso para así adueñarse de la plaza. Si heroica había sido la defensa de Coscomatepec hasta ese momento, hecho sublime constituyó la patria realizada, donde los coscomatepecanos de ese entonces, demostraron una actitud valiente a favor de la independencia.
A las dos de la mañana del siguiente día, ya 5 de octubre, aprovechando las tinieblas de la noche, una columna sigilosamente se deslizaba por la estrecha vereda que llevaba al río Tlacoapa y a la planicie oriental; entre esa columna marchaba todo el pueblo, abandonando sus hogares; a cuestas llevaban sus mejores pertenencias. Se cuenta que los cascos de los caballos fueron envueltos en trapos para evitar el chasquido de las herraduras al golpear el empedrado; un niño asustado fue envuelto por un oficial en su capa casi asfixiándolo para acallar sus lamentos; un joven sacó en brazos a su madre paralítica; el capitán José de Esperón, autoridad política del pueblo, condujo a sus dos pequeños hijos en sendos canastos colocados a los lados de su cabalgadura. Como estos, hubo gran cantidad de sucedidos que pusieron de manifiesto la unidad, disciplina y patriotismo del pueblo.
Antes de que llegaran Nicolás Bravo y el pueblo de Coscomatepec a Tlacoapa, el guerrillero Bibiano sorprendió y aniquiló a una partida realista que ahí se encontraba descansando. Hecho esto, Bibiano siguió el camino hacia Huatusco, cruzó la barranca de Jamapa, y del lado opuesto a donde iba a pasar el pueblo, encendió una gran hoguera para llamar la atención de los realistas hacia ese camino; por otro lado, el Coronel Machorro se dirigía rumbo a Orizaba con cientos de mulas de los llanos cercanos desconcertando así aún más al enemigo.
Mientras tanto en Coscomatepec, algunos insurgentes, para despistar, se habían quedado cantando el "Talayote", melodía costeña con un estribillo que decía: “Cogerás la jaula pero los pájaros no”, que las noches de los últimos días, acostumbraban entonar, y cuando consideraron que el pueblo estaba a salvo y a distancia, amarraron unos perros a las campanas de la iglesia y en su desesperación por liberarse las hacían repiquetear.
Al otro día, el ladrido de los perros y el sonar de las campanas cesaron, las fogatas se consumieron y con la claridad del día los sitiadores notaron calma absoluta en el pueblo. Extrañados, una columna de infantes se acercó con cautela a los parapetos. El pueblo estaba vacío, solo un prisionero español que había querido quedarse, se encontraba en el lugar. Los realistas despechados y sintiéndose burlados, fusilaron a su compatriota, y también fusilaron una imagen de la Virgen de Guadalupe, cercenaron el brazo a la efigie de San Juan Bautista, el santo patrono y quemaron el pueblo entero. Sin duda alguna el sitio militar de San Juan Coscomatepec, realizado por el General Brigadier Nicolás Bravo, constituye uno de los hechos de armas más importantes llevado a cabo en la provincia veracruzana durante la guerra de independencia, presentando características únicas en nuestra historia.

### Tulancingo
Durante el movimiento Insurgente, Tulancingo fue atacado varias veces con resultados casi siempre adversos, pues las fuerzas realistas lo defendieron con energía, hasta que don Nicolás Bravo y don Miguel de Fernández Félix (Guadalupe Victoria) se apoderaron de la ciudad; Nicolás Bravo se estableció en este lugar por algún tiempo y fundó un periódico que llamó "El Mosquito de Tulancingo"; construyó una fábrica de pólvora y se ganó el respeto y la estimación de todos los habitantes.

## Política
Su gran y reconocida reputación de nada le valió en el campo de la política. Cuando Agustín de Iturbide fue destronado, Bravo administró al país, en un triunvirato con Guadalupe Victoria y Pedro Celestino Negrete. Tiempo después, participó como candidato a la presidencia en las elecciones federales de 1824, las primeras elecciones que se celebraban en el país, pero fue derrotado por Guadalupe Victoria; sin embargo, por haber obtenido el segundo lugar en la elección, le correspondió asumir la Vicepresidencia de la República.
Nicolás Bravo se opuso al Imperio, formó parte del Supremo poder ejecutivo de la Nación y fue el primer vicepresidente de la República. Fue también el primero en dar el pésimo ejemplo de levantarse en armas contra el gobierno legalmente constituido de Guadalupe Victoria.

### 1840-1847
Como presidente, las tres veces que fungió como tal, intentó sin éxito anular las disposiciones de Santa Anna. En 1842 el presidente Bravo disolvió el Congreso, que pretendía discutir una nueva constitución que a todas luces atentaba contra los intereses personales de Santa Anna. Sin embargo, Nicolás Bravo ordenó a la policía que aprehendiera a los diputados y los encarcelaran. Retirado ya de la vida militar empuñó una vez más las armas para proteger su nación, esta vez en la guerra con Estados Unidos, a Bravo le fue encomendado el mandato del ejército del centro, en el asedio al Castillo de Chapultepec decidió él mismo dirigir la defensa en la Batalla de Chapultepec.

## Últimos años y muerte
Murió de forma repentina en la Hacienda de Chichihualco, Guerrero el 22 de abril de 1854 al mismo tiempo que su esposa, lo cual hizo circular un rumor de que habían sido envenenados. Fue declarado Benemérito de la Patria y su nombre fue inscrito con letras de oro en la Cámara de Diputados. En 1925 sus restos descansaron en la Columna de la Independencia, del Paseo de la Reforma, en la Ciudad de México y el 30 de mayo de 2010, trasladados al Castillo de Chapultepec (Museo Nacional de Historia) para su conservación, análisis, autentificación y exhibición durante los festejos del bicentenario de la independencia, al final del cual regresaron al monumento ya mencionado.

### Honores

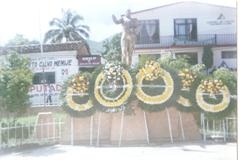
Estatua en bronce del general Nicolás Bravo, ubicada en la alameda central de Chichihualco, su pueblo natal.

La capital del estado de Guerrero, Chilpancingo, lleva el representativo apellido de este hombre reconociéndolo, no solo a él si no a toda su familia, por su apoyo al movimiento independentista. También las ciudades de Valle de Bravo en el Estado de México y Tulancingo de Bravo en el estado de Hidalgo, Palmar de Bravo en el Estado de Puebla y, en el Estado de Veracruz, la Heroica Ciudad de Coscomatepec de Bravo y Medellín de Bravo están dedicadas a su memoria y como reconocimiento a sus altas virtudes y patriotismo.
Como dato curioso cada noche del 15 de septiembre el Presidente de México recibe la bandera de México de una escolta de cadetes en Palacio Nacional, bajo el cuadro de Nicolás Bravo perdonando a los españoles condenados, obra de Natal Pesado.